# Pleurogrammus monopterygius
Pleurogrammus monopterygius hay cá thu Atka (tên tiếng Anh: "Atka mackerel") là một loài cá thuộc họ Hexagrammidae. Đây là loài phổ biến ở miền bắc Thái Bình Dương, và là một trong hai loài của chi Pleurogrammus - loài còn lại là Pleurogrammus azonus. Tên tiếng Anh của loài này xuất phát từ tên đảo Atka (Atx̂ax̂ trong tiếng Aleut), đảo lớn nhất quần đảo Andreanof, một phần của quần đảo Aleut.

## Phân loại
P. monopterygius ban đầu được xếp vào chi Labrax, nhưng đã được chuyển sang Pleurogrammus. Cả hai tên này được đặt bởi Peter Simon Pallas, người đã mô tả loài cá này năm 1810, chừng một năm trước khi ông qua đời.
P. monopterygius từng bị xem là cùng một loài với Pleurogrammus azonus. Hai loài này nay được công nhận là hai loài riêng biệt.

## Mô tả

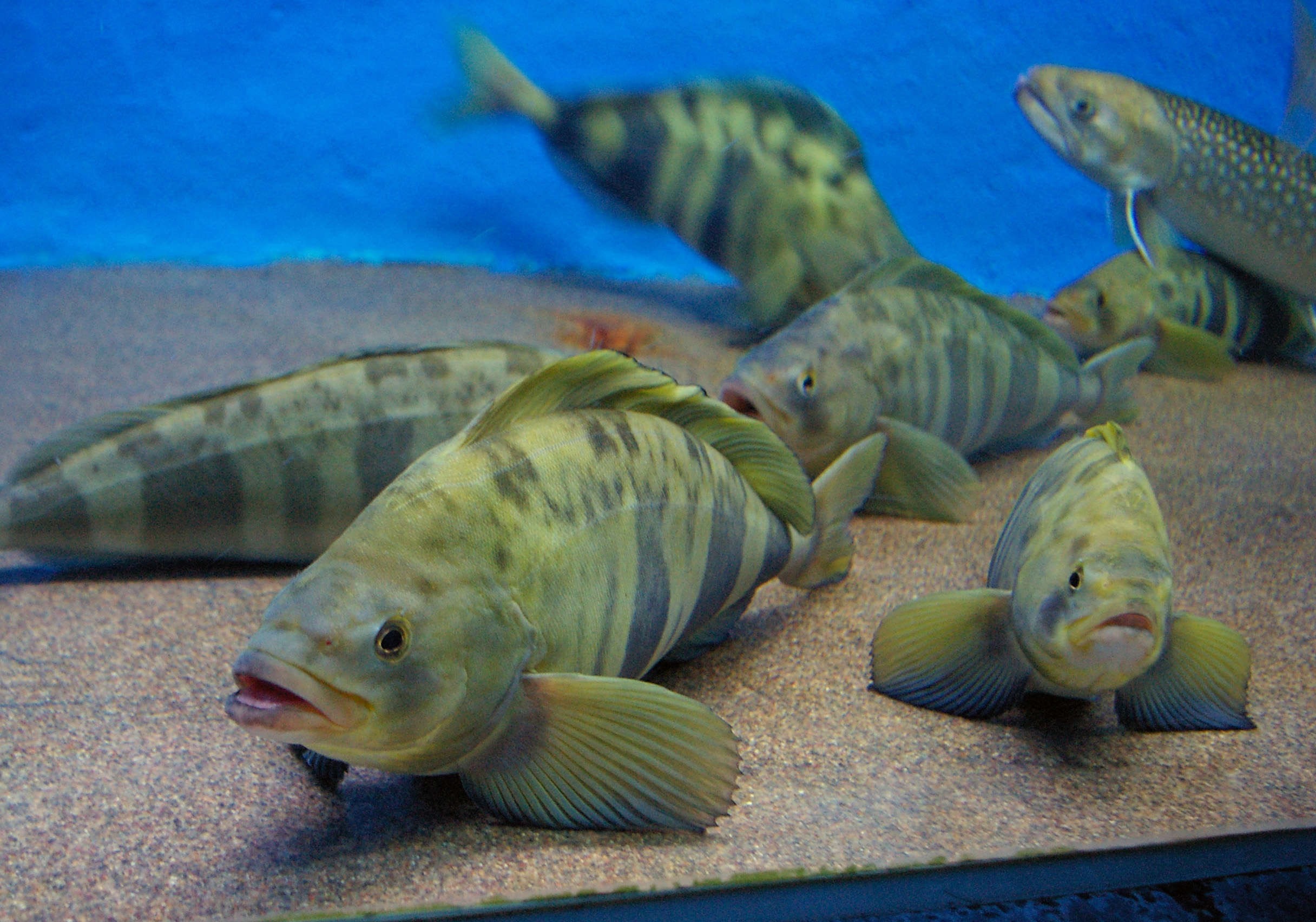
Ảnh chụp gần phần đầu của P. monopterygius.

Có thể sống tới hơn 14 năm, con P. monopterygius lớn nhất từng ghi nhận đạt chiều dài 56,5 cm; Cân nặng lớn nhất từng ghi nhận được là 2,0 kg. Con trưởng thành có năm sọc thẳng đứng xậm màu trên cơ thể màu vàng.

## Phân bố và môi trường sống

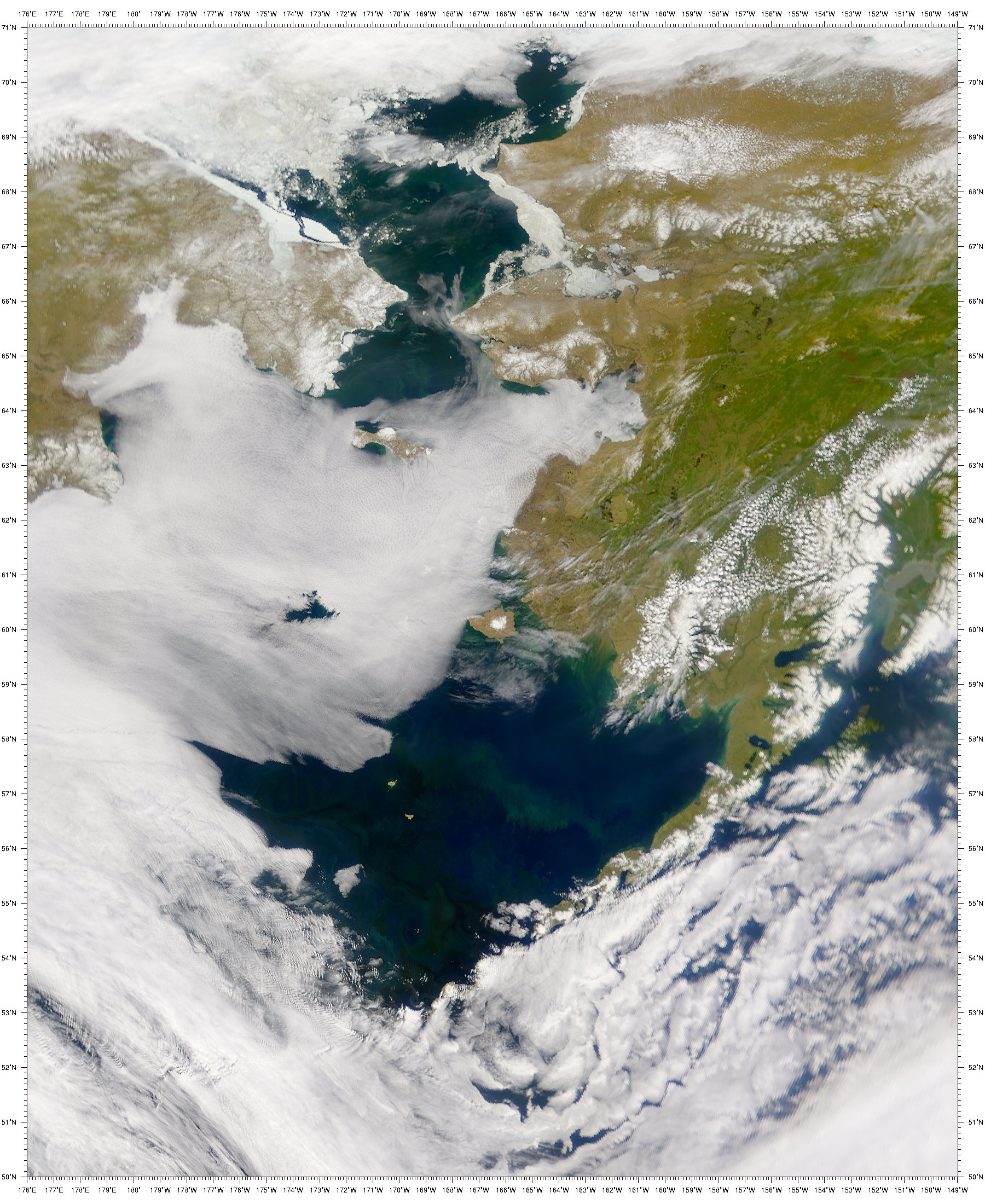
Biển Bering và quần đảo Aleut nhìn từ không gian.

P. monopterygius chỉ được tìm thấy ở miền bắc Thái Bình Dương, được ghi nhận ở Cape Navarin tại biển Bering, và từ Stalemate và Bowers Bank của quần đảo Aleut tới Icy bay, Alaska. Thi thoảng chúng cũng bơi tới vùng nước phía nam, tới tận Redondo Beach, California.
P. monopterygius sinh sống từ vùng triều tới nơi có độ sâu 575 mét.

## Đặc tính
P. monopterygius di chuyển từ ngoài khơi đến vùng nước ven bờ để sinh đẻ từ tháng sáu đến tháng chín. Trứng của chúng nằm giữa những khe nứt đá, và trứng nở sau 40–45 ngày. Cá trống canh giữ trứng cho đến khi chúng nở. P. monopterygius ăn các loài Copepoda và Euphausiacea. Ngược lại, chúng lại bị nhiều loài, như Oncorhynchus kisutch và Eumetopias jubatus, ăn thịt.